# Circobotys nycterina
Circobotys nycterina là một loài bướm đêm trong họ Crambidae.